# Zapornia
Zapornia és un gènere d'ocells de la família dels ràl·lids (Rallidae). Són ràl·lids amb bec relativament curt que habiten entre la densa vegetació propera a l'aigua.

## Taxonomia
Les diferents espècies van estar incloses a Porzana i Amaurornis fins que van ser reunides dins aquest gènere.
Aquest gènere conté 15 espècies:
- Zapornia flavirostra - polla negra.
- Zapornia olivieri - polla d'Olivier.
- Zapornia fusca - rasclet pit-rogenc.
- Zapornia paykullii - rasclet mandarí.
- Zapornia bicolor - polla cuanegra.
- Zapornia akool - polla akul.
- Zapornia pusilla - rasclet europeu.
- Zapornia astrictocarpus - rasclet de Santa Helena.
- Zapornia parva - rascletó.
- Zapornia tabuensis - rasclet del Pacífic.
- Zapornia monasa - rasclet de Kosrae.
- Zapornia nigra - rasclet de Miller.
- Zapornia atra - rasclet de l'illa de Henderson.
- Zapornia sandwichensis - rasclet de les Hawaii.
- Zapornia palmeri - rasclet de Laysan.